# ロリータビデオ

女性のタナー段階。乳房のタナー段階がVだけでなく、I-IVの乳房が露出している作品もあった。

ロリータビデオとは、ロリータ・コンプレックス（ロリコン）の対象となる18歳未満の少女を性的に扱ったビデオ作品の総称。ロリビデオ、ロリビと略されて呼ばれることもある。あくまでも総称であり、時制および国や地域のいかんを問わずそれが法律に抵触するかしないかといったこととは無関係であるが、日本においては使用されなくなっており、近年のジュニアアイドルのプロモーションビデオは含まれない。
ヌード作品は成人向けの指定がされているが、イメージビデオでありロリータビデオはアダルトビデオとは異なる。また、少女のイメージビデオが直ちに性的、性描写があるということにはならない。いわゆる少女ヌード写真集と同様、「児童エロチカ」として流通していた作品も「児童ポルノ」として法規制により姿を消してゆくこととなる。

## 表ビデオ
日本初のロリータビデオは、1982年8月の『あゆみ11歳 小さな誘惑』である。ヒロインに懸想する大学生役で出演した青山正明によると、3万円という高額にもかかわらず4000本が即完売したそうである。
また、写真家の清岡純子や力武靖はロリータ写真集の創作活動の流れの中でロリータビデオの制作にも着手していた。これらは当時の法規においては合法の範疇にあり、その時制にあっては児童エロチカであった。
1988年夏、日本ビデオ倫理協会が「ロリータものを審査対象外にする」と通達したため、作品数が激減。少女の性器、いわゆるワレメ（割れ目）の描写は表ビデオ業界から完全に姿を消した。
児童ポルノ法の施行後も「ポルノではない」と称してジュニアアイドルの過激な映像作品はリリースされている。とはいえ2009年には少女に露出度の高い水着を着せたという理由でDVDが摘発されるなど、すべてが規制を免れているわけではない。

## 裏ビデオ
『女子大生SEX白書』『洗ケン（洗濯屋ケンちゃん）』『人間狩り』と言った作品が出揃い、裏ビデオ業界が第1次ブームを迎えた1982年末、業界の予想に反する好評を得たおそらく関西製の30分作品『セーラー服とカービン銃』がロリータ裏ビデオの先駆けである。しかしこの作品の女優の推定年齢は16歳 - 17歳とロリータの範疇から外れかけており、むしろ先行する『女子高生身の下相談』『激しく犯して』などの「セーラー服もの」の系譜に連なるものだった。こうした作品群はロリータと称してはいても、学校の制服というモチーフや「少女」という題名が多用される傾向から、高年齢男性層を意識した姿勢が透けて見え、本物のロリコンには不向きだった。
1983年春に『処女の泉』が登場した。「貪欲な関西業者ですら闇市場に流すのをためらった」という触れ込みのこの作品では、13歳の少女と成人男性の性交が描かれている。ここまで明確に犯罪的な内容は看過されるものではなく、製作グループは半年後に検挙されたが、一度開拓された市場は小規模であっても絶えることはなく、『ロリータ雅代 & しのぶ』『老人と少女と性』『インサート12』といった作品が後に続いた。またその後、1983年末の『チェリーキラー』や1984年2月の『南十字性』のように、フィリピンないしその近隣の少女たちを題材とする作品が日本で流通するようになった。
ポルノ女優は実際に性的快感を得るか、あるいは快感を得ているかのように演技することを求められるのに、そのどちらも若年の少女には容易ではないため、ロリータ裏ビデオがポルノ作品として成功するのは至難である。
基本的に女優の年齢は推定するしかないが、『少女の道草』『変な感じ…』は製作者が逮捕されたことで、12歳の少女が出演していたことが報道されており、マニアからは「お墨付き」ロリータ裏ビデオと称されることになった。
ロリータ裏ビデオへの規制は迅速にして厳しいため、1986年ごろから目立った新作はなくなり、散発的なリリースに留まっている。

## 未成年援交ビデオ（1990年代後半～2000年代半ば）
ロリータビデオの衰退以降、ビデオ撮影機器の低価格化・コンパクト化したことにより個人でも撮影しやすくなったため、未成年援助交際ビデオが隆盛していった。未成年援交ビデオは、マニア達がひそかに撮影して会員間で流通させていたが、WinMX（2001年）やWinny（2002年）などのファイル交換・共有ソフトの普及により、ネット上に広まっていった。また、それに目を付けた裏ビデオ業者が大量に自家製コピーをして流通させ、2002年頃になると未成年援交ビデオが裏ビデオ（逆輸入ビデオ）の主流となった。
御当地援交ビデオは、もともとのタイトルが分からないものが多く、P2Pネットワークへ放流した者・そのファイルを得た者たち・裏ビデオ業者などによって、便宜上の名前を付けられている場合が多い。それゆえ、同内容にもかかわらず、タイトルが異なるものが存在する。
未成年援交ビデオの走りである「援助交際白書」は、1997年頃には一般誌に大きく取り上げられ、援助交際が社会問題となった。また、1999年施行の「児童買春、児童ポルノに係る行為等の処罰及び児童の保護等に関する法律」は、この「援助交際白書」を想定したものであると言われている。

## 日本のロリータビデオ作品の一覧
この一覧は、ロリータビデオ作品の一覧として、児童ポルノ禁止法により禁止される作品(2015年から実写の作品の中から、制作当時の出演者が18歳未満の未成年だった時に出演した作品は所有時の処罰)が存在する。日本以外の国では、国ごとにアニメ、又は制作当時、出演者が18歳以上の人が18歳未満の未成年者を演じたロリータビデオ作品もまた児童ポルノの禁止に関する法律(例えば、韓国の児童・青少年の性保護に関する法律など)によって所有が禁止される作品も存在する。
| 作品                                    | 実写orアニメ | 製作社・販売会社           | 製作年(西暦) | ビデ倫の審査の有無 | ビデ倫番号(児童ポルノ禁止法の公表以前に許可) | 内容 |
| --------------------------------------- | ------------ | -------------------------- | ------------ | ------------------ | -------------------------------------------- | ---- |
| 愛の詩                                  | 実写         | 清岡ビデオ、東京スタジオ   | 1988年       | 有り               | 88178                                        |      |
| 雪の紅化粧 少女薔薇刑                   | アニメ       | 株式会社ワンダーキッズ     | 1983年       | 有り               | 83929                                        |      |
| 内山亜紀のミルクのみ人形                | アニメ       |                            | 1984年       | 有り               | 84979                                        |      |
| ロリコンエンジェル わたしたち少女探偵団 | アニメ       | フォボス・コーポレーション |              | 有り               |                                              |      |
| ロリコンエンジェル 蜜の味               | アニメ       | フォボス・コーポレーション | 1985年       | 有り               | 85020                                        |      |
| 直子のトロピックエンジェル              | アニメ       | オレンジビデオハウス       | 1985年       | 有り               | 85472                                        |      |